# Tetrachondraceae

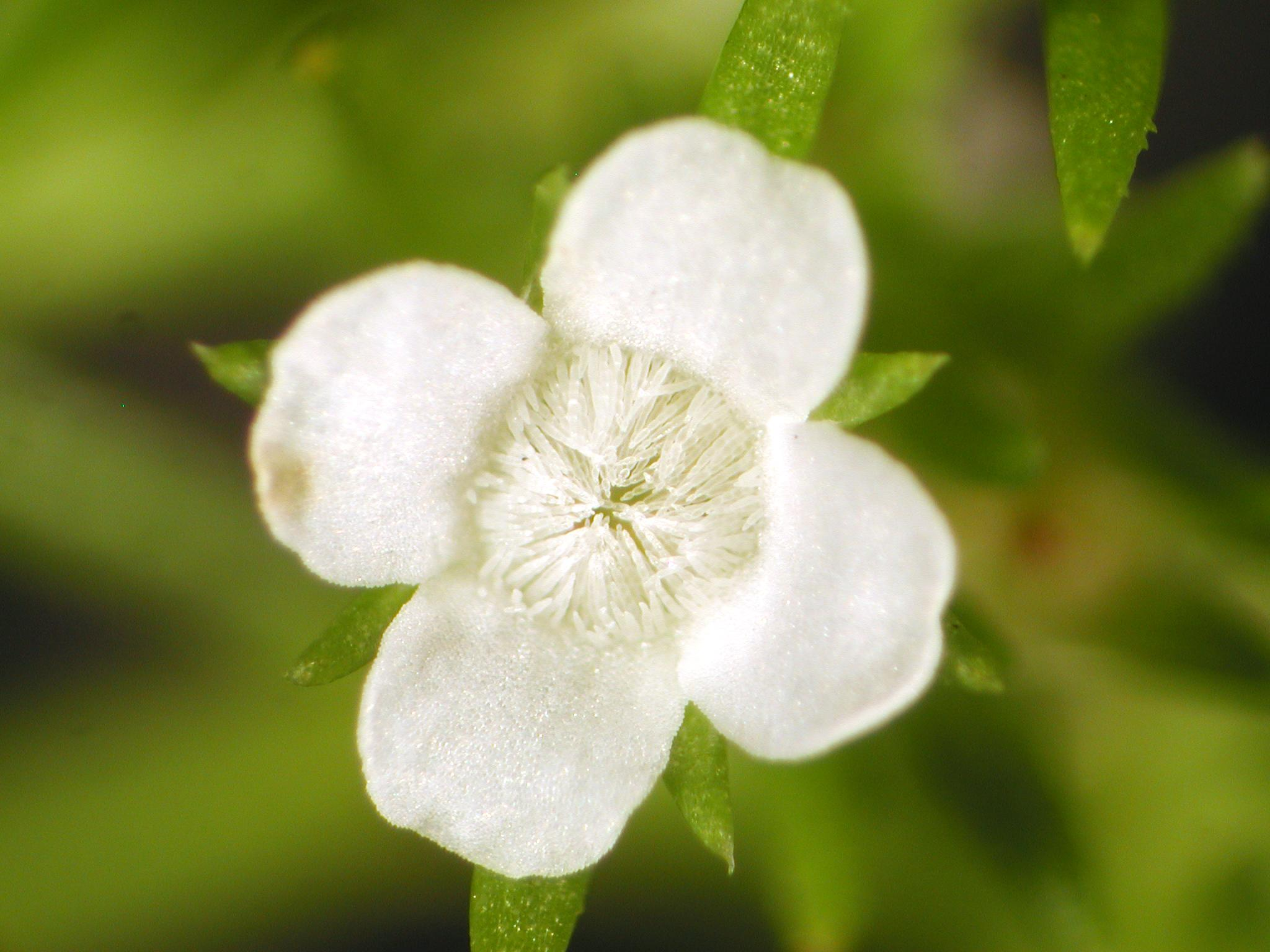
Detail květu Polypremum procumbens

Tetrachondraceae je malá čeleď vyšších dvouděložných rostlin z řádu hluchavkotvaré (Lamiales). Jsou to byliny se vstřícnými listy a pravidelnými čtyřčetnými květy. Čeleď zahrnuje jen 3 druhy a je rozšířena v Americe a na Novém Zélandu.

## Charakteristika
Tetrachondraceae jsou plazivé nebo poléhavé dužnaté byliny se vstřícnými jednoduchými listy. Listy jsou celistvé, celokrajné nebo na okraji jemně zoubkaté.
Květy jsou jednotlivé, vrcholové nebo častěji úžlabní, čtyřčetné, pravidelné. Kališní i korunní lístky jsou srostlé. U rodu Polypremum je ústí korunní trubky hustě bíle chlupaté. Tyčinky jsou 4, výjimečně 5, volné. Semeník je svrchní nebo polospodní, srostlý ze 2 plodolistů, se 2 nebo zdánlivě 4 komůrkami vlivem vzniku falešných přihrádek. Čnělka je jediná, zakončená hlavatou bliznou. Plodem je tobolka nebo poltivý plod (schizokarp) rozpadající se na 4 oříšky.

## Rozšíření
Čeleď zahrnuje jen 3 druhy ve dvou rodech a má výrazně disjunktní areál. Druh Polypremum procumbens je rozšířen v Americe od USA po Kolumbii a na některých karibských ostrovech. Druh Tetrachondra patagonica se vyskytuje v Patagonii na jihu Jižní Ameriky, zatímco Tetrachondra hamiltonii je endemit Nového Zélandu.

## Taxonomie
Rod Tetrachondra byl v minulosti řazen do čeledí brutnákovité (Boraginaceae), hluchavkovité (Lamiaceae) nebo krtičníkovité (Scrophulariaceae). Rod Polypremum byl nejčastěji řazen do čeledi logániovité (Loganiaceae) nebo komulovité (Buddlejaceae).
Podle současné taxonomie se čeleď Tetrachondraceae řadí k bazálním čeledím řádu hluchavkotvaré, jako jsou olivovníkovité (Oleaceae), jimž jsou také vlastní čtyřčetné pravidelné květy.

## Přehled rodů
Polypremum, Tetrachondra